# The Way Out of Easy
The Way Out of Easy ist ein Jazzalbum des Jeff Parker ETA IVtet. Die am 2. Januar 2023 live im Veranstaltungsort Enfield Tennis Academy in Highland Park, Los Angeles, entstandenen Aufnahmen erschienen am 22. November 2024 auf International Anthem.

## Hintergrund
Ab 2016 ist der Gitarrist Jeff Parker mit seinen Bandkollegen – dem Altsaxophonisten Josh Johnson, der Bassistin Anna Butterss und dem Schlagzeuger Jay Bellerose – sieben Jahre lang montagabends in der Enfield Tennis Academy (eine Anspielung auf den Roman Infinite Jest) in Los Angeles aufgetreten. Im Jahr 2022 veröffentlichten sie eine Doppel-LP, Mondays at the Enfield Tennis Academy, mit vier unbetitelten Jamsessions, drei aus dem Jahr 2019 und einer von 2021. Der Veranstaltungsort ETA schloss Ende 2023, daher könne diese zweite Doppel-LP, die am 2. Januar dieses Jahres vollständig aufgenommen wurde, als Denkmal an den Raum und möglicherweise für die Band dienen, notierte Phil Freeman.
Das Ensemble hatte in der Zeit ihrer Residenz eine beachtliche Fangemeinde aufgebaut, schrieb Jim Hynes. Was als Band begann, die hauptsächlich Standards spielte, entwickelte sich zu einer Gruppe, die für faszinierende, lange Improvisationen bekannt wurde, die bis zu 45 Minuten dauern konnten.
Eine Vorschau auf das Album war „Late Autumn“, das mit einem Musikvideo unter der Regie von Mikel Patrick Avery erschien und Aufnahmen von mobilen Spielzeugskulpturen zeigt, die der Künstler selbst gebaut hat.

## Titelliste
- Jeff Parker ETA IVtet: The Way Out of Easy (International Anthem)[4]

1. Freakadelic (Jeff Parker)
2. Late Autumn 17:21
3. Easy Way Out
4. Chrome Dome

Sofern nicht anders angegeben, stammen die Kompositionen vom ETA IVtet.

## Rezeption

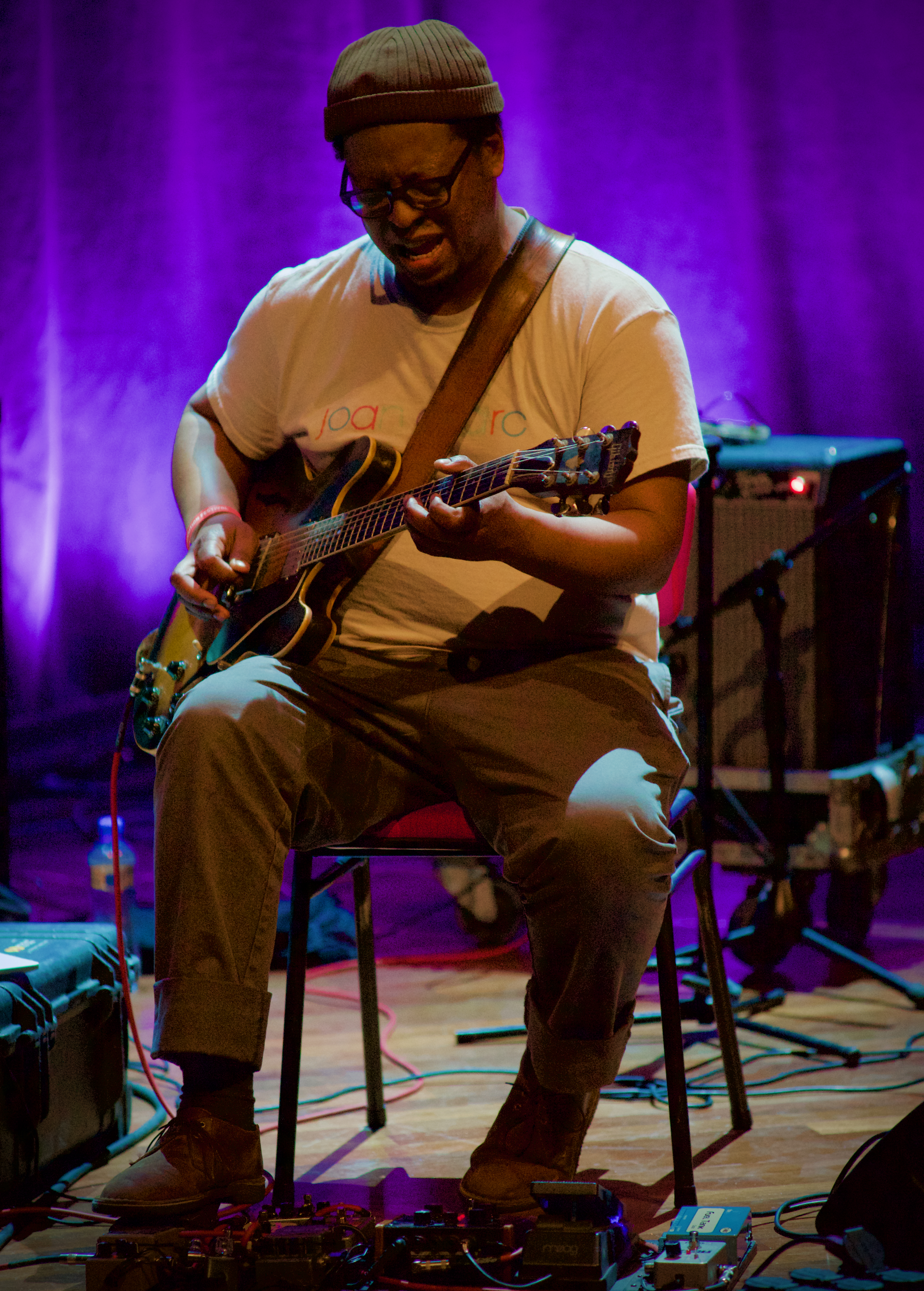
Jeff Parker (2017)

Das 17-minütige Stück „Late Autumn“, ein kollektiv und spontan komponiertes Stück, beginne mit einer sanften Sologitarre von Parker, bevor sich Johnson, Butterss und Bellerose nach und nach um ihn herum schlichen, wobei der Schlagzeuger scheinbar das Wenigste tue, der Musik aber tatsächlich einen Sonnenaufgang[-ähnlichen Glanz] verleihe – mit sanften Becken- und Gongschlägen,
schrieb Phil Freeman (Ugly Beuaty/Stereogum).
Alle vier Stücke drehten sich um eine einfache Idee, wobei die Band dieser primären Plattform jede mögliche Nuance entlocke, schrieb Jim Hynes (Glide). Obwohl Johnson und Parker auf Entdeckungsreise gingen, bleibe die Stimmung stets ruhig und innerhalb der Grenzen. Zusammen seien die vier „das musikalische Äquivalent einer frischen Dusche“. Obwohl der Veranstaltungsort inzwischen nicht mehr existiere, trage Parker seinen Namen und Geist mit dem Ensemble weiter fort.
Jeff Parkers Stil – forschend und melodisch, experimentierend und doch immer stimmig – mache ihn bei Jazz-Neugierigen und alten Hasen gleichermaßen beliebt, schrieb Mark Richardson in Pitchfork Media. Mondays at the Enfield Tennis Academy habe etwas Unheimliches gehabt, das aus ihrem geduldigen und prozessorientierten Sound entstanden sei. The Way out of Easy sei sicherlich eine Fortsetzung, aber seine Unterschiede ließen vermuten, wie viel Flexibilität und Überraschung innerhalb dieser Parameter möglich sind. Die Musik scheine emotional etwas offener zu sein und führe einen weniger zu bestimmten Referenzen oder Gefühlszuständen. Diese außergewöhnliche Platte lenke die Aufmerksamkeit auf den gegenwärtigen Moment.
Wie jedes dieser langen Stücke beweise, sei Parkers Zeit in der Enfield Tennis Academy zum ausgiebigen Erkunden und Entfalten geeignet gewesen, schrieb Dave Sumner in Daily Bandcamp. Parkers Quartett bringe die Musik an einen Ort, an dem der Groove die Macht erlangt, zu hypnotisieren, an dem wiederholte Phrasen mit dem komplexen Gefüge der Improvisation verschmelzen und die Art von Darbietungen ermöglichen, bei denen man den Überblick über die Zeit verliere und so lange im Moment versunken sei, wie Parker es zulasse, dass der Moment andauert.
In der Musik des Gitarristen Jeff Parker stecke immer so viel coole Elastizität, dass man sie als „leichten Aufwand“ bezeichnen könne, obwohl die Realität viel betörender sei, schrieb Nate Chinen, der das Album zu den besten Neuerscheinungen des Jahres zählte. The Way Out of Easy stelle eine entspannte Antwort auf die Aufnahmen von Miles Davis aus den frühen 1970er-Jahren dar, mit einer Unterströmung, die oft nicht eindringlicher sei als das hypnotische Wirbeln eines Deckenventilators.